# Picaflors cap-roig
El picaflors cap-roig (Dicaeum trochileum) és un ocell de la família dels diceids (Dicaeidae).

## Hàbitat i distribució
Viu a la vegetació secundària i conreus de les terres baixes de Sumatra, sud-est de Borneo, Java i Bali i Lombok, a les illes Petites de la Sonda occidentals.